# والیبال قهرمانی باشگاه‌های مردان آسیا ۲۰۱۱
مسابقات والیبال قهرمانی مردان باشگاه‌های آسیا ۲۰۱۱ ۱۲امین دوره والیبال قهرمانی باشگاه‌های آسیا به میزبانی اندونزی آغاز برگزار شد و نماینده ایران، پیکان قهرمان این دوره از مسابقات شد.

## فینال
| تاریخ  | ساعت  |        | امتیاز |       | ست ۱  | ست ۲  | ست ۳  | ست ۴ | ست ۵ | مجموع | گزارش  |
| ------ | ----- | ------ | ------ | ----- | ----- | ----- | ----- | ---- | ---- | ----- | ------ |
| ۳۰ Jul | ۱۹:۰۰ | آلماتی | ۰–۳    | پیکان | ۱۶–۲۵ | ۱۵–۲۵ | ۱۹–۲۵ |      |      | ۵۰–۷۵ | Report |

## قهرمان
| Rank | Team    |
| ---- | ------- |
| 1    | پیکان   |
| 2    | آلماتی  |
| 3    | دیناستی |

|  | Qualified for the 2011 Club World Championship |

## برترین ها
- MVP:  حمزه زرینی
- Best Scorer:  کایساکو نیشیو
- Best Spiker:  مهدی بازارگرد
- Best Blocker:  حسام بخششی
- Best Server:  حمزه زرینی
- Best Setter:  شون اینامورا
- Best Libero:  یوسوکا ایندو